# جوزيف كير
جوزيف كير (بالإنجليزية: Joseph Kerr)‏ هو قاضي وسياسي أمريكي، ولد في 1765 في الولايات المتحدة، وتوفي في 22 أغسطس 1837 في مقاطعة إيست كارول في الولايات المتحدة. حزبياً، نشط في الحزب الجمهوري الديمقراطي. وقد انتخب عضو مجلس ولاية أوهايو (1804 – 1806) وانتخب عضو مجلس نواب أوهايو (1818 – 1820) وانتخب عضو مجلس الشيوخ الأمريكي (10 ديسمبر 1814 – 4 مارس 1815).